# 卡拉伊傑利區

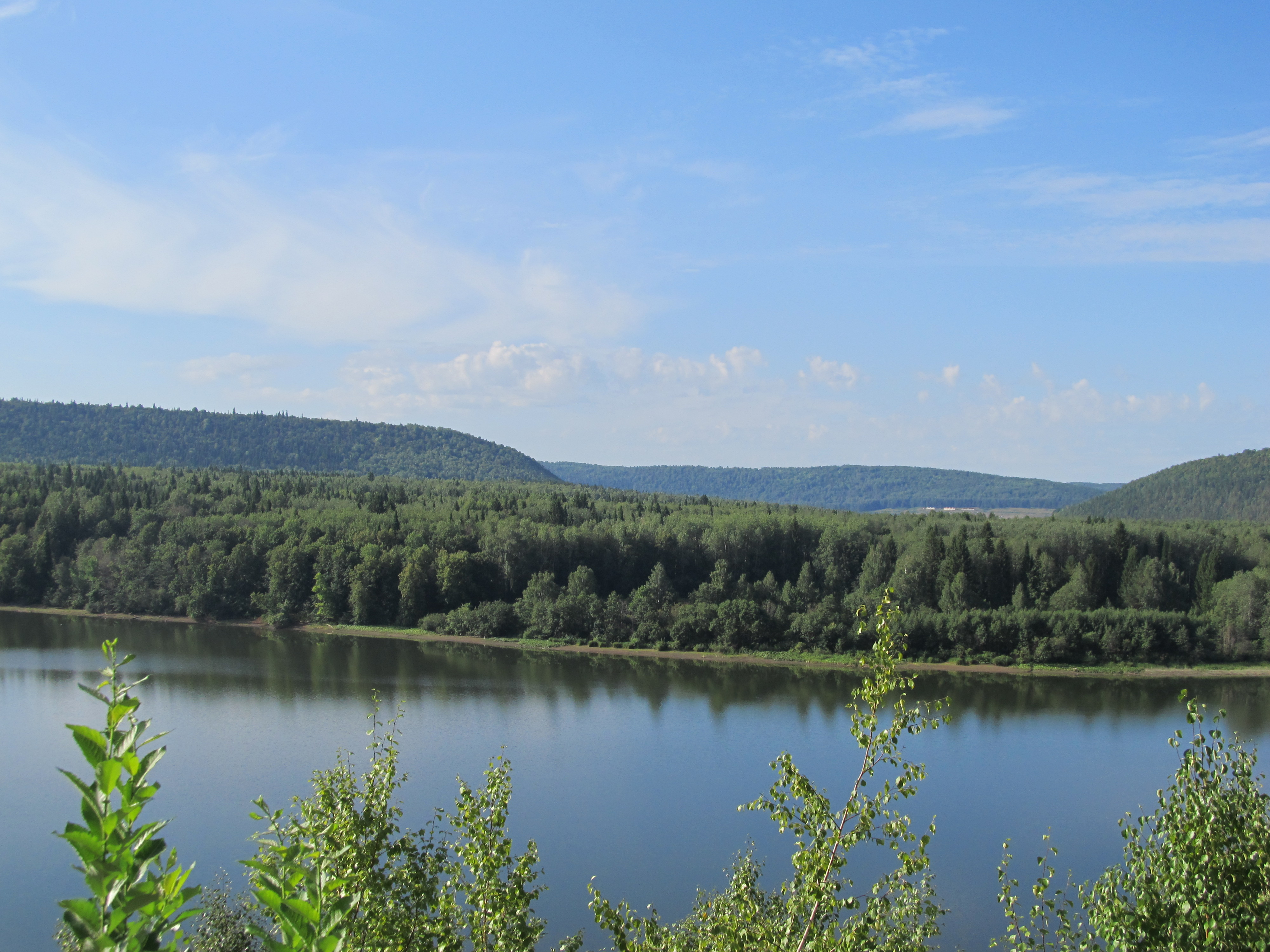

55°50′N 56°55′E / 55.833°N 56.917°E
卡拉伊傑利區（俄语：Караидельский район），是俄羅斯的一個區，位於該國西南部，由巴什科爾托斯坦共和國負責管轄，始建於1932年2月，面積3,786平方公里，2010年人口27,945，人口密度每平方公里7.38人。